# برايان سوليفان (صحفي)
برايان سوليفان (بالإنجليزية: Brian Sullivan)‏ هو صحفي أمريكي، ولد في 19 يوليو 1971 في لوس أنجلوس في الولايات المتحدة.